# Tucumanamazone
Die Tucumanamazone (Amazona tucumana), auch Tucumán-Amazone geschrieben, ist eine Papageienart aus der Unterfamilie der Neuweltpapageien.

## Beschreibung
Die Grundfärbung des Gefieders dieser 31 Zentimeter groß werdenden Amazonenart ist grün. Alle Federn des Körpergefieders weisen dabei schwarze Säume auf. Am Kopf sind die Stirn sowie der vordere Scheitel rot gefärbt. Die Ober- und Unterschwanzdecken der Flügel heben sich vom übrigen Körpergefieder durch eine gelblich-grüne Färbung ab. Die Handschwingendecken sind dagegen rot. Der Schnabel ist hornfarben, der unbefiederte Augenring dagegen weiß.

## Verbreitung und Habitat

Verbreitungsgebiet der Tucumanamazone (grün)

Das Verbreitungsgebiet der Tucumanamazone erstreckt sich von einem kleinen Gebiet im Süden Boliviens bis in den Nordwesten von Argentinien. Sie leben dort vor allem in den Bergwäldern der Anden in Höhenlagen zwischen 1000 und 2200 Metern. Die in kleinen Gruppen beziehungsweise Schwärmen lebenden Tucumanamazonen nomadisieren innerhalb ihres Verbreitungsgebietes. Die Wanderungen sind vom Nahrungsangebot bestimmt. Im Winter wandern die Papageien in tiefere Lagen und halten sich dann in Höhen um 300 Meter auf. Große Teile der Lebensräume der Tucumanamazonen gehören heute zu Nationalparks, so dass die Art als nicht unmittelbar bedroht gilt. Der Bestand dieser Papageienart beträgt allerdings nur etwa 5.500 Individuen.

## Lebensweise
Die bevorzugte Nahrung der Tucumanamazonen sind Erlen- beziehungsweise Araucariensamen. Daneben werden auch Früchte, Samen, Nüsse und Beeren anderer Bäume und Sträucher gefressen. Daten über die Fortpflanzungsweise dieser Papageienart liegen nur aus Gefangenschaftshaltung vor. Danach legen TTucumanamazonen zwischen einem und vier Eier. Diese werden 27 bis 28 Tage lang bebrütet.

## Bestand
Der Handel von Tucumanamazonen ist seit dem Beginn der 1990er Jahre untersagt. Die Art wird im Washingtoner Artenschutzübereinkommen in Anhang I als bedrohte Tierart geführt. Der Zoo Karlsruhe hat ab 1991 ein Erhaltungszuchtprojekt der Tucumanamazonen initiiert, an der auch private Halter beteiligt waren. Bereits im ersten Jahr wurden im Rahmen dieses Projektes elf Jungvögel erfolgreich aufgezogen. Auf dem Höhepunkt des Projektes beteiligten sich siebzig Halter mit rund 250 Tucumanamazonen. Das Projekt wurde allerdings wieder eingestellt, nachdem sich die Freilandpopulationen als weniger bedroht als ursprünglich angenommen erwiesen und die Datenerfassung bei den privaten Haltern sich als schwierig erwies.